# Hugh Massie
Hugh Hamon Massie (* 11. April 1854 in Belfast, Australien; † 12. Oktober 1916 in Sydney, Australien) war ein australischer Cricketspieler, der zwischen 1881 und 1885 für die australische Nationalmannschaft spielte.

## Kindheit und Ausbildung
Geboren in Victoria, zog er mit drei Jahren nach New South Wales. Er wuchs in Goulburn auf, bevor seine Familie nach Sydney zog, wo er seinen Durchbruch im Cricket erreichte.

## Aktive Karriere
Massie gab sein First-Class-Debüt in der Saison 1877/78 und spielte in der Folge für New South Wales. Sein Test-Debüt in der Nationalmannschaft gab er, als England in der Saison 1881/82 nach Australien kam. Seine beste Leistung bei der Tour zeigte er im zweiten Spiel der Serie, als ihm 49 Runs gelangen und er damit den ersten von zwei Siegen bei der Tour einleitete. In der folgenden Saison reiste er mit dem Team nach England. Beim ersten Spiel gegen Oxford gelang ihm dabei ein Double-Century über 206 Runs. Im Test erzielte er ein Fifty über 55 Runs, womit er den knappen Sieg über 7 Runs einleitete. Zurück in Australien konnte er gegen England als beste Leistung 43 Runs in der Serie erzielen. Seinen letzten Einsatz im Test-Team hatte er zwei Jahre später, als er im dritten Test der Saison 1884/85 als Kapitän im Einsatz war. Sein letztes First-Class-Spiel für New South Wales bestritt er dann in der Saison 1887/88.

## Nach der aktiven Karriere
Schon während seiner aktiven Zeit arbeitete er als Bankier, was ihn in seinen Reisen nach England limitierte. Nach seinem Karriereende stieg er zum General Manager der Commercial Banking Company of Sydney auf. Er verstarb im Alter von 83 Jahren in Sydney.